# Гензинген
Гензинген (њем. Gensingen) општина је у њемачкој савезној држави Рајна-Палатинат. Једно је од 66 општинских средишта округа Мајнц-Бинген. Према процјени из 2010. у општини је живјело 3.606 становника. Посједује регионалну шифру (AGS) 7339021.

## Географски и демографски подаци
Гензинген се налази у савезној држави Рајна-Палатинат у округу Мајнц-Бинген. Општина се налази на надморској висини од 90 метара. Површина општине износи 8,7 km². У самом мјесту је, према процјени из 2010. године, живјело 3.606 становника. Просјечна густина становништва износи 414 становника/km².

## Међународна сарадња
| Мјесто | Држава    | Врста сарадње | Од    |
| ------ | --------- | ------------- | ----- |
|        | Француска | партнерство   | 1980. |
| Извор  |           |               |       |